# Right Above It
Right Above It is de eerste single van het album I Am Not a Human Being van rapper Lil Wayne. De single werd digitaal uitgebracht via iTunes op 17 augustus 2010. In de Verenigde Staten kwam de single binnen op plaats zes in de Billboard Hot 100 en op nummer 1 in de digitale hitlijst. 

## Charts
| Charts (2010)              | Hoogste positie |
| -------------------------- | --------------- |
| US Billboard Hot 100       | 6               |
| US Billboard Digital Songs | 1               |
| UK Singles Chart           | 37              |
| UK R&B Chart               | 11              |